# Plasenzuela
Plasenzuela è un comune spagnolo di 517 abitanti situato nella comunità autonoma dell'Estremadura.